# BeNe Ladies Tour 2017
La 4e édition du BeNe Ladies Tour a lieu du 13 juillet au 16 juillet 2017. La course fait partie du calendrier UCI féminin en catégorie 2.1.
Le prologue est remporté par Annette Edmondson. Le lendemain, Marianne Vos est très active et profite du secteur pavé pour réaliser une sélection. Seule Alice Barnes parvient à la suivre. La Britannique domine la Néerlandaise au sprint et prend la tête du classement général. Sur la deuxième étape secteur a, Elinor Barker s'échappe avec Moniek Tenniglo. La première résiste dans les derniers hectomètres au retour du peloton pour s'imposer. L'après-midi, Marianne Vos gagne le contre-la-montre et prend la tête de l'épreuve. Sur l'ultime étape, elle remporte le sprint massif. Finalement, elle gagne l'épreuve, son classement par points et celui de rushes. Alice Barnes, deuxième, est la meilleure jeune. Annette Edmondson complète le podium.

## Parcours
Le parcours comporte deux contre-la-montres ainsi que des étapes plates et s'adresse donc aux rouleuses-sprinteuses.

## Équipes
| Équipes féminines professionnelles (15)- Alé Cipollini Galassia - Aromitalia Vaiano - FDJ-Nouvelle Aquitaine-Futuroscope - Hitec Products - Lares-Waowdeals Women Cycling Team - Lensworld-Kuota - Lointek - Lotto Soudal - Parkhotel Valkenburg-Destil Cycling Team - SAS-Macogep - Sport Vlaanderen-Etixx - Top Girls Fassa Bortolo - Valcar PBM - Wiggle High5 - WM3 Pro Cycling Équipes nationales (4)- Belgique - Grande-Bretagne - Luxembourg - Suède Équipe féminines amateur (6)- Autoglas Wetteren - Isorex - Jan van Arckel - Jos Feron - Keukens Redant - Wielerclub de sprinters Malderen |
| |

## Favorites
Marianne Vos effectue sa rentrée sur la course après sa fracture de la clavicule sur The Women's Tour.

## Étapes
| Étape      | Date      | Villes étapes                 | type                        | Distance (km) | Vainqueur d'étape | Leader du classement général |
| ---------- | --------- | ----------------------------- | --------------------------- | ------------- | ----------------- | ---------------------------- |
| Prologue   | 13 juill. | Flessingue – Flessingue       | prologue                    | 1,9           | Annette Edmondson | Annette Edmondson            |
| 1re étape  | 14 juill. | Flessingue – Philippine       | étape de plaine             | 127,2         | Alice Barnes      | Alice Barnes                 |
| 2e a étape | 15 juill. | Saint-Laurent – Saint-Laurent | étape de plaine             | 98,3          | Elinor Barker     | Alice Barnes                 |
| 2e b étape | 15 juill. | Saint-Laurent – Saint-Laurent | contre-la-montre individuel | 10,1          | Marianne Vos      | Marianne Vos                 |
| 3e étape   | 16 juill. | Zelzate – Zelzate             | étape de plaine             | 112,2         | Marianne Vos      | Marianne Vos                 |

## Déroulement de la course

### Prologue
Le prologue, constitué principalement de longues lignes droites, est remporté par Annette Edmondson,,.
| \| Classement de l'étape \| Classement de l'étape \| Classement de l'étape \| Classement de l'étape \| Classement de l'étape \| \| Coureuse \| Coureuse \| Pays \| Équipe \| Temps \| \| --------------------- \| --------------------- \| --------------------- \| --------------------------- \| --------------------- \| \| 1re \| Annette Edmondson \| Australie \| Wiggle High5 \| 2 min 25 s \| \| 2e \| Janneke Ensing \| Pays-Bas \| Alé Cipollini \| + 4 s \| \| 3e \| Elinor Barker \| Royaume-Uni \| Grande-Bretagne \| + 5 s \| \| 4e \| Trine Schmidt \| Danemark \| Lotto Soudal Ladies \| + 5 s \| \| 5e \| Élise Delzenne \| France \| Lotto Soudal Ladies \| + 5 s \| \| 6e \| Emilia Fahlin \| Suède \| Wiggle High5 \| + 5 s \| \| 7e \| Amy Cure \| Australie \| Wiggle High5 \| + 5 s \| \| 8e \| Natalie van Gogh \| Pays-Bas \| Parkhotel Valkenburg-Destil \| + 6 s \| \| 9e \| Karlijn Swinkels \| Pays-Bas \| Parkhotel Valkenburg-Destil \| + 6 s \| \| 10e \| Frida Knutsson \| Suède \| Suède \| + 6 s \| |                   |             |                             |            |
| |                   |             |                             |            |
| Source : ProCyclingStats |                   |             |                             |            |
| Classement de l'étape |                   |             |                             |            |
| Coureuse | Coureuse          | Pays        | Équipe                      | Temps      |
| 1re | Annette Edmondson | Australie   | Wiggle High5                | 2 min 25 s |
| 2e | Janneke Ensing    | Pays-Bas    | Alé Cipollini               | + 4 s      |
| 3e | Elinor Barker     | Royaume-Uni | Grande-Bretagne             | + 5 s      |
| 4e | Trine Schmidt     | Danemark    | Lotto Soudal Ladies         | + 5 s      |
| 5e | Élise Delzenne    | France      | Lotto Soudal Ladies         | + 5 s      |
| 6e | Emilia Fahlin     | Suède       | Wiggle High5                | + 5 s      |
| 7e | Amy Cure          | Australie   | Wiggle High5                | + 5 s      |
| 8e | Natalie van Gogh  | Pays-Bas    | Parkhotel Valkenburg-Destil | + 6 s      |
| 9e | Karlijn Swinkels  | Pays-Bas    | Parkhotel Valkenburg-Destil | + 6 s      |
| 10e | Frida Knutsson    | Suède       | Suède                       | + 6 s      |

| \| Classement général \| Classement général \| Classement général \| Classement général \| Classement général \| \| Coureuse \| Coureuse \| Pays \| Équipe \| Temps \| \| ------------------ \| ------------------ \| ------------------ \| --------------------------- \| ------------------ \| \| 1re \| Annette Edmondson \| Australie \| Wiggle High5 \| 2 min 25 s \| \| 2e \| Janneke Ensing \| Pays-Bas \| Alé Cipollini \| + 4 s \| \| 3e \| Elinor Barker \| Royaume-Uni \| Grande-Bretagne \| + 5 s \| \| 4e \| Trine Schmidt \| Danemark \| Lotto Soudal Ladies \| + 5 s \| \| 5e \| Élise Delzenne \| France \| Lotto Soudal Ladies \| + 5 s \| \| 6e \| Emilia Fahlin \| Suède \| Wiggle High5 \| + 5 s \| \| 7e \| Amy Cure \| Australie \| Wiggle High5 \| + 5 s \| \| 8e \| Natalie van Gogh \| Pays-Bas \| Parkhotel Valkenburg-Destil \| + 6 s \| \| 9e \| Karlijn Swinkels \| Pays-Bas \| Parkhotel Valkenburg-Destil \| + 6 s \| \| 10e \| Frida Knutsson \| Suède \| Suède \| + 6 s \| |                   |             |                             |            |
| |                   |             |                             |            |
| Source : ProCyclingStats |                   |             |                             |            |
| Classement général |                   |             |                             |            |
| Coureuse | Coureuse          | Pays        | Équipe                      | Temps      |
| 1re | Annette Edmondson | Australie   | Wiggle High5                | 2 min 25 s |
| 2e | Janneke Ensing    | Pays-Bas    | Alé Cipollini               | + 4 s      |
| 3e | Elinor Barker     | Royaume-Uni | Grande-Bretagne             | + 5 s      |
| 4e | Trine Schmidt     | Danemark    | Lotto Soudal Ladies         | + 5 s      |
| 5e | Élise Delzenne    | France      | Lotto Soudal Ladies         | + 5 s      |
| 6e | Emilia Fahlin     | Suède       | Wiggle High5                | + 5 s      |
| 7e | Amy Cure          | Australie   | Wiggle High5                | + 5 s      |
| 8e | Natalie van Gogh  | Pays-Bas    | Parkhotel Valkenburg-Destil | + 6 s      |
| 9e | Karlijn Swinkels  | Pays-Bas    | Parkhotel Valkenburg-Destil | + 6 s      |
| 10e | Frida Knutsson    | Suède       | Suède                       | + 6 s      |

### 1reétape
La pluie et le vent accompagnent l'étape qui comporte plusieurs secteurs pavés. Janneke Ensing gagne le sprint intermédiaire. Cela lui permet de revenir à deux secondes d'Annette Edmondson au classement général. Kim de Baat  tente de s'échapper, mais le peloton est vigilant. Au passage sur la ligne, Janneke Ensing s'adjuge une nouvelle fois la première place, ce qui lui permet d'être à égalité de temps avec l'Australienne. Plus loin, une échappée se forme avec Janneke Ensing, Marianne Vos, Trine Schmidt et Lenny Druyts. Son avance n'excède cependant pas les dix secondes. Le passage sur les pavés scinde le peloton en plusieurs parties. Le groupe de tête est constitué de Marianne Vos, Monique van de Ree, Kelly Druyts, Valerie Demey, Alba Teruel et Alice Barnes. Lors du dernier passage sur la ligne, il compte vingt-sept secondes d'avance. Les équipes Alé Cipollini et Wiggle High5 mènent la chasse du peloton. Devant, le rythme de Marianne Vos met tout d'abord en difficulté Kelly Druyts, puis Valerie Demey, Monique van de Ree et Alba Teruel. À vingt kilomètres de l'arrivée, seule Alice Barnes parvient à suivre la Néerlandaise. Cette dernière tente de lâcher la Britannique sur le dernier secteur pavé sans succès. Elles se disputent la victoire au sprint. La jeune Britannique gagne l'étape et s'empare de la tête du classement général. Près d'une minute plus tard, Roxane Fournier règle le sprint du peloton,,.
| \| Classement de l'étape \| Classement de l'étape \| Classement de l'étape \| Classement de l'étape \| Classement de l'étape \| \| Coureuse \| Coureuse \| Pays \| Équipe \| Temps \| \| --------------------- \| --------------------- \| --------------------- \| ---------------------------------- \| --------------------- \| \| 1re \| Alice Barnes \| Royaume-Uni \| Grande-Bretagne \| 3 h 14 min 22 s \| \| 2e \| Marianne Vos \| Pays-Bas \| WM3 \| + 0 s \| \| 3e \| Roxane Fournier \| France \| FDJ-Nouvelle Aquitaine-Futuroscope \| + 55 s \| \| 4e \| Jessy Druyts \| Belgique \| Sport Vlaanderen-Etixx \| + 55 s \| \| 5e \| Anna Trevisi \| Italie \| Alé Cipollini \| + 55 s \| \| 6e \| Rasa Leleivytė \| Lituanie \| Aromitalia Vaiano \| + 55 s \| \| 7e \| Annette Edmondson \| Australie \| Wiggle High5 \| + 55 s \| \| 8e \| Alicia González \| Espagne \| Lointek \| + 55 s \| \| 9e \| Frida Knutsson \| Suède \| Suède \| + 55 s \| \| 10e \| Silvia Persico \| Italie \| Valcar PBM \| + 55 s \| |                   |             |                                    |                 |
| |                   |             |                                    |                 |
| Source : ProCyclingStats |                   |             |                                    |                 |
| Classement de l'étape |                   |             |                                    |                 |
| Coureuse | Coureuse          | Pays        | Équipe                             | Temps           |
| 1re | Alice Barnes      | Royaume-Uni | Grande-Bretagne                    | 3 h 14 min 22 s |
| 2e | Marianne Vos      | Pays-Bas    | WM3                                | + 0 s           |
| 3e | Roxane Fournier   | France      | FDJ-Nouvelle Aquitaine-Futuroscope | + 55 s          |
| 4e | Jessy Druyts      | Belgique    | Sport Vlaanderen-Etixx             | + 55 s          |
| 5e | Anna Trevisi      | Italie      | Alé Cipollini                      | + 55 s          |
| 6e | Rasa Leleivytė    | Lituanie    | Aromitalia Vaiano                  | + 55 s          |
| 7e | Annette Edmondson | Australie   | Wiggle High5                       | + 55 s          |
| 8e | Alicia González   | Espagne     | Lointek                            | + 55 s          |
| 9e | Frida Knutsson    | Suède       | Suède                              | + 55 s          |
| 10e | Silvia Persico    | Italie      | Valcar PBM                         | + 55 s          |

| \| Classement général \| Classement général \| Classement général \| Classement général \| Classement général \| \| Coureuse \| Coureuse \| Pays \| Équipe \| Temps \| \| ------------------ \| ------------------ \| ------------------ \| ---------------------------------- \| ------------------ \| \| 1re \| Alice Barnes \| Royaume-Uni \| Drops \| 3 h 16 min 51 s \| \| 2e \| Marianne Vos \| Pays-Bas \| WM3 \| + 31 s \| \| 3e \| Annette Edmondson \| Australie \| Wiggle High5 \| + 50 s \| \| 4e \| Janneke Ensing \| Pays-Bas \| Alé Cipollini \| + 50 s \| \| 5e \| Roxane Fournier \| France \| FDJ-Nouvelle Aquitaine-Futuroscope \| + 54 s \| \| 6e \| Elinor Barker \| Royaume-Uni \| Grande-Bretagne \| + 56 s \| \| 7e \| Trine Schmidt \| Danemark \| Lotto Soudal Ladies \| + 56 s \| \| 8e \| Élise Delzenne \| France \| Lotto Soudal Ladies \| + 56 s \| \| 9e \| Emilia Fahlin \| Suède \| Wiggle High5 \| + 56 s \| \| 10e \| Frida Knutsson \| Suède \| Suède \| + 57 s \| |                   |             |                                    |                 |
| |                   |             |                                    |                 |
| Source : ProCyclingStats |                   |             |                                    |                 |
| Classement général |                   |             |                                    |                 |
| Coureuse | Coureuse          | Pays        | Équipe                             | Temps           |
| 1re | Alice Barnes      | Royaume-Uni | Drops                              | 3 h 16 min 51 s |
| 2e | Marianne Vos      | Pays-Bas    | WM3                                | + 31 s          |
| 3e | Annette Edmondson | Australie   | Wiggle High5                       | + 50 s          |
| 4e | Janneke Ensing    | Pays-Bas    | Alé Cipollini                      | + 50 s          |
| 5e | Roxane Fournier   | France      | FDJ-Nouvelle Aquitaine-Futuroscope | + 54 s          |
| 6e | Elinor Barker     | Royaume-Uni | Grande-Bretagne                    | + 56 s          |
| 7e | Trine Schmidt     | Danemark    | Lotto Soudal Ladies                | + 56 s          |
| 8e | Élise Delzenne    | France      | Lotto Soudal Ladies                | + 56 s          |
| 9e | Emilia Fahlin     | Suède       | Wiggle High5                       | + 56 s          |
| 10e | Frida Knutsson    | Suède       | Suède                              | + 57 s          |

### 2eétape secteur a
La première tentative d'échappée est le fruit d'Annelies Dom, Gloria Rodriguez et Sara Olsson, mais elles sont rapidement reprises. Jessy Druyts puis Isabelle Beckers ouvrent également la route sans plus de succès. Marianne Vos gagne le premier sprint intermédiaire et reprend ainsi trois secondes à Alice Barnes. La Néerlandaise est encore présente dans un groupe de huit, mais deux coéquipières d'Alice Barnes sont également présentes, ce qui empêche le développement de l'échappée. Kaat Hannes part ensuite. Une chute dans le peloton retarde alors la leader du classement général. Elle réintègre ensuite le peloton. Kaat Hannes est reprise. Jeanne Korevaar, Ingvild Gåskjenn et Kelly Van den Steen partent à leur tour, mais le peloton ne leur laisse aucune marge. À cinq kilomètres de l'arrivée, Moniek Tenniglo et Elinor Barker attaquent. Leur avance atteint treize secondes. À un kilomètre de l'arrivée, elles comptent encore quelques mètres d'avance. Moniek Tenniglo est reprise mais Elinor Barker s'impose avec une très faible marge sur Marianne Vos qui reprend au passage quatre secondes à Alice Barnes.
| \| Classement de l'étape \| Classement de l'étape \| Classement de l'étape \| Classement de l'étape \| Classement de l'étape \| \| Coureuse \| Coureuse \| Pays \| Équipe \| Temps \| \| --------------------- \| --------------------- \| --------------------- \| ---------------------------------- \| --------------------- \| \| 1re \| Elinor Barker \| Royaume-Uni \| Grande-Bretagne \| 2 h 30 min 28 s \| \| 2e \| Marianne Vos \| Pays-Bas \| WM3 \| + 1 s \| \| 3e \| Alicia González \| Espagne \| Lointek \| + 1 s \| \| 4e \| Roxane Fournier \| France \| FDJ-Nouvelle Aquitaine-Futuroscope \| + 1 s \| \| 5e \| Nina Kessler \| Pays-Bas \| Hitec Products \| + 1 s \| \| 6e \| Kim de Baat \| Belgique \| Lensworld-Kuota \| + 1 s \| \| 7e \| Annette Edmondson \| Australie \| Wiggle High5 \| + 1 s \| \| 8e \| Iris Sachet \| France \| SAS-Macogep \| + 1 s \| \| 9e \| Anna Trevisi \| Italie \| Alé Cipollini \| + 1 s \| \| 10e \| Jessy Druyts \| Belgique \| Sport Vlaanderen-Etixx \| + 1 s \| |                   |             |                                    |                 |
| |                   |             |                                    |                 |
| Source : ProCyclingStats |                   |             |                                    |                 |
| Classement de l'étape |                   |             |                                    |                 |
| Coureuse | Coureuse          | Pays        | Équipe                             | Temps           |
| 1re | Elinor Barker     | Royaume-Uni | Grande-Bretagne                    | 2 h 30 min 28 s |
| 2e | Marianne Vos      | Pays-Bas    | WM3                                | + 1 s           |
| 3e | Alicia González   | Espagne     | Lointek                            | + 1 s           |
| 4e | Roxane Fournier   | France      | FDJ-Nouvelle Aquitaine-Futuroscope | + 1 s           |
| 5e | Nina Kessler      | Pays-Bas    | Hitec Products                     | + 1 s           |
| 6e | Kim de Baat       | Belgique    | Lensworld-Kuota                    | + 1 s           |
| 7e | Annette Edmondson | Australie   | Wiggle High5                       | + 1 s           |
| 8e | Iris Sachet       | France      | SAS-Macogep                        | + 1 s           |
| 9e | Anna Trevisi      | Italie      | Alé Cipollini                      | + 1 s           |
| 10e | Jessy Druyts      | Belgique    | Sport Vlaanderen-Etixx             | + 1 s           |

| \| Classement général \| Classement général \| Classement général \| Classement général \| Classement général \| \| Coureuse \| Coureuse \| Pays \| Équipe \| Temps \| \| ------------------ \| ------------------ \| ------------------ \| ---------------------------------- \| ------------------ \| \| 1re \| Alice Barnes \| Royaume-Uni \| Drops \| 5 h 47 min 20 s \| \| 2e \| Marianne Vos \| Pays-Bas \| WM3 \| + 24 s \| \| 3e \| Annette Edmondson \| Australie \| Wiggle High5 \| + 48 s \| \| 4e \| Elinor Barker \| Royaume-Uni \| Grande-Bretagne \| + 49 s \| \| 5e \| Janneke Ensing \| Pays-Bas \| Alé Cipollini \| + 49 s \| \| 6e \| Roxane Fournier \| France \| FDJ-Nouvelle Aquitaine-Futuroscope \| + 54 s \| \| 7e \| Trine Schmidt \| Danemark \| Lotto Soudal Ladies \| + 56 s \| \| 8e \| Élise Delzenne \| France \| Lotto Soudal Ladies \| + 56 s \| \| 9e \| Emilia Fahlin \| Suède \| Wiggle High5 \| + 56 s \| \| 10e \| Natalie van Gogh \| Pays-Bas \| Parkhotel Valkenburg-Destil \| + 57 s \| |                   |             |                                    |                 |
| |                   |             |                                    |                 |
| Source : ProCyclingStats |                   |             |                                    |                 |
| Classement général |                   |             |                                    |                 |
| Coureuse | Coureuse          | Pays        | Équipe                             | Temps           |
| 1re | Alice Barnes      | Royaume-Uni | Drops                              | 5 h 47 min 20 s |
| 2e | Marianne Vos      | Pays-Bas    | WM3                                | + 24 s          |
| 3e | Annette Edmondson | Australie   | Wiggle High5                       | + 48 s          |
| 4e | Elinor Barker     | Royaume-Uni | Grande-Bretagne                    | + 49 s          |
| 5e | Janneke Ensing    | Pays-Bas    | Alé Cipollini                      | + 49 s          |
| 6e | Roxane Fournier   | France      | FDJ-Nouvelle Aquitaine-Futuroscope | + 54 s          |
| 7e | Trine Schmidt     | Danemark    | Lotto Soudal Ladies                | + 56 s          |
| 8e | Élise Delzenne    | France      | Lotto Soudal Ladies                | + 56 s          |
| 9e | Emilia Fahlin     | Suède       | Wiggle High5                       | + 56 s          |
| 10e | Natalie van Gogh  | Pays-Bas    | Parkhotel Valkenburg-Destil        | + 57 s          |

### 2eétape secteur b
Le premier temps de référence est établi par Coralie Demay. Son temps est amélioré par Moniek Tenniglo, puis par Marianne Vos qui remporte l'étape. Alice Barnes perd son maillot de leader du classement général au profit de la Néerlandaise,.
| \| Classement de l'étape \| Classement de l'étape \| Classement de l'étape \| Classement de l'étape \| Classement de l'étape \| \| Coureuse \| Coureuse \| Pays \| Équipe \| Temps \| \| --------------------- \| --------------------- \| --------------------- \| ---------------------------------- \| --------------------- \| \| 1re \| Marianne Vos \| Pays-Bas \| WM3 \| 13 min 59 s \| \| 2e \| Moniek Tenniglo \| Pays-Bas \| WM3 \| + 4 s \| \| 3e \| Annette Edmondson \| Australie \| Wiggle High5 \| + 6 s \| \| 4e \| Emilia Fahlin \| Suède \| Wiggle High5 \| + 9 s \| \| 5e \| Élise Delzenne \| France \| Lotto Soudal Ladies \| + 19 s \| \| 6e \| Janneke Ensing \| Pays-Bas \| Alé Cipollini \| + 23 s \| \| 7e \| Elinor Barker \| Royaume-Uni \| Grande-Bretagne \| + 24 s \| \| 8e \| Coralie Demay \| France \| FDJ-Nouvelle Aquitaine-Futuroscope \| + 25 s \| \| 9e \| Amy Cure \| Australie \| Wiggle High5 \| + 27 s \| \| 10e \| Frida Knutsson \| Suède \| Suède \| + 27 s \| |                   |             |                                    |             |
| |                   |             |                                    |             |
| Source : ProCyclingStats |                   |             |                                    |             |
| Classement de l'étape |                   |             |                                    |             |
| Coureuse | Coureuse          | Pays        | Équipe                             | Temps       |
| 1re | Marianne Vos      | Pays-Bas    | WM3                                | 13 min 59 s |
| 2e | Moniek Tenniglo   | Pays-Bas    | WM3                                | + 4 s       |
| 3e | Annette Edmondson | Australie   | Wiggle High5                       | + 6 s       |
| 4e | Emilia Fahlin     | Suède       | Wiggle High5                       | + 9 s       |
| 5e | Élise Delzenne    | France      | Lotto Soudal Ladies                | + 19 s      |
| 6e | Janneke Ensing    | Pays-Bas    | Alé Cipollini                      | + 23 s      |
| 7e | Elinor Barker     | Royaume-Uni | Grande-Bretagne                    | + 24 s      |
| 8e | Coralie Demay     | France      | FDJ-Nouvelle Aquitaine-Futuroscope | + 25 s      |
| 9e | Amy Cure          | Australie   | Wiggle High5                       | + 27 s      |
| 10e | Frida Knutsson    | Suède       | Suède                              | + 27 s      |

| \| Classement général \| Classement général \| Classement général \| Classement général \| Classement général \| \| Coureuse \| Coureuse \| Pays \| Équipe \| Temps \| \| ------------------ \| ------------------ \| ------------------ \| ------------------- \| ------------------ \| \| 1re \| Marianne Vos \| Pays-Bas \| WM3 \| 6 h 01 min 43 s \| \| 2e \| Alice Barnes \| Royaume-Uni \| Grande-Bretagne \| + 8 s \| \| 3e \| Annette Edmondson \| Australie \| Wiggle High5 \| + 30 s \| \| 4e \| Moniek Tenniglo \| Pays-Bas \| WM3 \| + 40 s \| \| 5e \| Emilia Fahlin \| Suède \| Wiggle High5 \| + 41 s \| \| 6e \| Janneke Ensing \| Pays-Bas \| Alé Cipollini \| + 48 s \| \| 7e \| Elinor Barker \| Royaume-Uni \| Grande-Bretagne \| + 49 s \| \| 8e \| Élise Delzenne \| France \| Lotto Soudal Ladies \| + 51 s \| \| 9e \| Frida Knutsson \| Suède \| Suède \| + 1 min 00 s \| \| 10e \| Susanne Andersen \| Norvège \| Hitec Products \| + 1 min 02 s \| |                   |             |                     |                 |
| |                   |             |                     |                 |
| Source : ProCyclingStats |                   |             |                     |                 |
| Classement général |                   |             |                     |                 |
| Coureuse | Coureuse          | Pays        | Équipe              | Temps           |
| 1re | Marianne Vos      | Pays-Bas    | WM3                 | 6 h 01 min 43 s |
| 2e | Alice Barnes      | Royaume-Uni | Grande-Bretagne     | + 8 s           |
| 3e | Annette Edmondson | Australie   | Wiggle High5        | + 30 s          |
| 4e | Moniek Tenniglo   | Pays-Bas    | WM3                 | + 40 s          |
| 5e | Emilia Fahlin     | Suède       | Wiggle High5        | + 41 s          |
| 6e | Janneke Ensing    | Pays-Bas    | Alé Cipollini       | + 48 s          |
| 7e | Elinor Barker     | Royaume-Uni | Grande-Bretagne     | + 49 s          |
| 8e | Élise Delzenne    | France      | Lotto Soudal Ladies | + 51 s          |
| 9e | Frida Knutsson    | Suède       | Suède               | + 1 min 00 s    |
| 10e | Susanne Andersen  | Norvège     | Hitec Products      | + 1 min 02 s    |

### 3eétape
Le premier sprint intermédiaire est remporté par Marianne Vos qui gagne ainsi du temps sur Alice Barnes. Sur le second sprint intermédiaire, elle se classe deuxième derrière Daiva Tuslaite. La première échappée se forme dans le sixième tour. Elle est composée de Kelly Druyts, Allegra Arzuffi et Loes Sels et prend une vingtaine de secondes d'avance. Elles sont ensuite reprises. Anna Trevisi et Nina Kessler tente par la suite. Elles gagnent une avance allant jusqu'à une minute à vingt-cinq kilomètres de la ligne. La poursuite est ensuite menée par les équipes Wiggle High5 et FDJ-Nouvelle Aquitaine. Durant le sprint massif, Marianne Vos s'impose de peu devant Monique van de Ree et Susanne Andersen,.
| \| Classement de l'étape \| Classement de l'étape \| Classement de l'étape \| Classement de l'étape \| Classement de l'étape \| \| Coureuse \| Coureuse \| Pays \| Équipe \| Temps \| \| --------------------- \| --------------------- \| --------------------- \| ---------------------------------- \| --------------------- \| \| 1re \| Marianne Vos \| Pays-Bas \| WM3 \| 2 h 49 min 09 s \| \| 2e \| Monique van de Ree \| Pays-Bas \| Lares-Waowdeals Women \| + 0 s \| \| 3e \| Susanne Andersen \| Norvège \| Hitec Products \| + 0 s \| \| 4e \| Roxane Fournier \| France \| FDJ-Nouvelle Aquitaine-Futuroscope \| + 0 s \| \| 5e \| Soraya Paladin \| Italie \| Alé Cipollini \| + 0 s \| \| 6e \| Alicia González \| Espagne \| Lointek \| + 0 s \| \| 7e \| Alba Teruel \| Espagne \| Lointek \| + 0 s \| \| 8e \| Rasa Leleivytė \| Lituanie \| Aromitalia Vaiano \| + 0 s \| \| 9e \| Kaat Hannes \| Belgique \| Lensworld-Kuota \| + 0 s \| \| 10e \| Annette Edmondson \| Australie \| Wiggle High5 \| + 0 s \| |                    |           |                                    |                 |
| |                    |           |                                    |                 |
| Source : ProCyclingStats |                    |           |                                    |                 |
| Classement de l'étape |                    |           |                                    |                 |
| Coureuse | Coureuse           | Pays      | Équipe                             | Temps           |
| 1re | Marianne Vos       | Pays-Bas  | WM3                                | 2 h 49 min 09 s |
| 2e | Monique van de Ree | Pays-Bas  | Lares-Waowdeals Women              | + 0 s           |
| 3e | Susanne Andersen   | Norvège   | Hitec Products                     | + 0 s           |
| 4e | Roxane Fournier    | France    | FDJ-Nouvelle Aquitaine-Futuroscope | + 0 s           |
| 5e | Soraya Paladin     | Italie    | Alé Cipollini                      | + 0 s           |
| 6e | Alicia González    | Espagne   | Lointek                            | + 0 s           |
| 7e | Alba Teruel        | Espagne   | Lointek                            | + 0 s           |
| 8e | Rasa Leleivytė     | Lituanie  | Aromitalia Vaiano                  | + 0 s           |
| 9e | Kaat Hannes        | Belgique  | Lensworld-Kuota                    | + 0 s           |
| 10e | Annette Edmondson  | Australie | Wiggle High5                       | + 0 s           |

## Classements finals

### Classement général final
| \| Classement général \| Classement général \| Classement général \| Classement général \| Classement général \| \| Coureuse \| Coureuse \| Pays \| Équipe \| Temps \| \| ------------------ \| ------------------ \| ------------------ \| ------------------- \| ------------------ \| \| 1re \| Marianne Vos \| Pays-Bas \| WM3 \| 8 h 50 min 37 s \| \| 2e \| Alice Barnes \| Royaume-Uni \| Grande-Bretagne \| + 23 s \| \| 3e \| Annette Edmondson \| Australie \| Wiggle High5 \| + 45 s \| \| 4e \| Emilia Fahlin \| Suède \| Wiggle High5 \| + 54 s \| \| 5e \| Moniek Tenniglo \| Pays-Bas \| WM3 \| + 55 s \| \| 6e \| Janneke Ensing \| Pays-Bas \| Alé Cipollini \| + 1 min 02 s \| \| 7e \| Elinor Barker \| Royaume-Uni \| Grande-Bretagne \| + 1 min 04 s \| \| 8e \| Élise Delzenne \| France \| Lotto Soudal Ladies \| + 1 min 06 s \| \| 9e \| Susanne Andersen \| Norvège \| Hitec Products \| + 1 min 13 s \| \| 10e \| Frida Knutsson \| Suède \| Suède \| + 1 min 15 s \| |                   |             |                     |                 |
| |                   |             |                     |                 |
| Source : ProCyclingStats |                   |             |                     |                 |
| Classement général |                   |             |                     |                 |
| Coureuse | Coureuse          | Pays        | Équipe              | Temps           |
| 1re | Marianne Vos      | Pays-Bas    | WM3                 | 8 h 50 min 37 s |
| 2e | Alice Barnes      | Royaume-Uni | Grande-Bretagne     | + 23 s          |
| 3e | Annette Edmondson | Australie   | Wiggle High5        | + 45 s          |
| 4e | Emilia Fahlin     | Suède       | Wiggle High5        | + 54 s          |
| 5e | Moniek Tenniglo   | Pays-Bas    | WM3                 | + 55 s          |
| 6e | Janneke Ensing    | Pays-Bas    | Alé Cipollini       | + 1 min 02 s    |
| 7e | Elinor Barker     | Royaume-Uni | Grande-Bretagne     | + 1 min 04 s    |
| 8e | Élise Delzenne    | France      | Lotto Soudal Ladies | + 1 min 06 s    |
| 9e | Susanne Andersen  | Norvège     | Hitec Products      | + 1 min 13 s    |
| 10e | Frida Knutsson    | Suède       | Suède               | + 1 min 15 s    |

### Barème des points UCI
| Position,          | 1er | 2e | 3e | 4e | 5e | 6e | 7e | 8e | 9e | 10e | 11e | 12e | 13e | 14e | 15e | 16e | 17e | 18e |  |
| Classement général | 80  | 60 | 45 | 35 | 30 | 25 | 21 | 18 | 15 | 12  | 10  | 8   | 6   | 5   | 4   | 3   | 2   | 1   |  |
| Par étape          | 16  | 12 | 8  | 6  | 5  | 4  | 3  | 2  |    |     |     |     |     |     |     |     |     |     |  |
| Leader, par étape  | 4   |    |    |    |    |    |    |    |    |     |     |     |     |     |     |     |     |     |  |

### Classements annexes

#### Classement par points
| Classement par points | Classement par points | Classement par points | Classement par points              | Classement par points |
| Coureuse              | Coureuse              | Pays                  | Équipe                             | Points                |
| --------------------- | --------------------- | --------------------- | ---------------------------------- | --------------------- |
| 1re                   | Marianne Vos          | Pays-Bas              | WM3                                | 81 pts                |
| 2e                    | Roxane Fournier       | France                | FDJ-Nouvelle Aquitaine-Futuroscope | 32 pts                |
| 3e                    | Annette Edmondson     | Australie             | Wiggle High5                       | 27 pts                |

#### Classement de la meilleure jeune
| Classement de la meilleure jeune | Classement de la meilleure jeune | Classement de la meilleure jeune | Classement de la meilleure jeune | Classement de la meilleure jeune |
|                                  | Coureur                          | Pays                             | Équipe                           | Temps                            |
| -------------------------------- | -------------------------------- | -------------------------------- | -------------------------------- | -------------------------------- |
| 1er                              | Alice Barnes                     | Royaume-Uni                      | Grande-Bretagne                  | en 8 h 51 min 0 s                |
| 2e                               | Susanne Andersen                 | Norvège                          | Hitec Products                   | +50 s                            |
| 3e                               | Frida Knutsson                   | Suède                            | Suède                            | +52 s                            |
| modifier                         |                                  |                                  |                                  |                                  |

## Évolution des classements
| Étape              | Vainqueur          | Classement général | Classement par points | Classement de la meilleure jeune | Classement des rushes |
| ------------------ | ------------------ | ------------------ | --------------------- | -------------------------------- | --------------------- |
| P                  | Annette Edmondson  | Annette Edmondson  | Annette Edmondson     | Karlijn Swinkels                 | non attribué          |
| 1                  | Alice Barnes       | Alice Barnes       | Alice Barnes          | Alice Barnes                     | Marianne Vos          |
| 2a                 | Elinor Barker      | Alice Barnes       | Marianne Vos          | Alice Barnes                     | Marianne Vos          |
| 2b                 | Marianne Vos       | Marianne Vos       | Marianne Vos          | Alice Barnes                     | Marianne Vos          |
| 3                  | Marianne Vos       | Marianne Vos       | Marianne Vos          | Alice Barnes                     | Marianne Vos          |
| Classements finals | Classements finals | Marianne Vos       | Marianne Vos          | Alice Barnes                     | Marianne Vos          |

## Liste des participantes
- Liste des partantes

## Organisation et règlement

### Comité d'organisation
La course est organisée par l'association GLS Sportadviesbureau basée à Saint-Denis-Westrem. Le directeur de course est Joerie Devreese.

### Règlement de la course

#### Délais
Lors d'une course cycliste, les coureurs sont tenus d'arriver dans un laps de temps imparti à la suite du premier pour pouvoir être classés. Les délais prévus sont de 10 % pour toutes les étapes en ligne et de 33 % pour les contre-la-montres. La règle des trois kilomètres s'applique conformément au règlement UCI.

#### Classements et bonifications
Le classement général individuel au temps est calculé par le cumul des temps enregistrés dans chacune des étapes parcourues. Des bonifications et d'éventuelles pénalisations sont incluses dans le calcul du classement. Le coureur qui est premier de ce classement est porteur du maillot bleu. En cas d'égalité au temps, la somme des places obtenues sur chaque étape départage les concurrentes. En cas de nouvelle égalité, la place lors de la dernière étape sert de critère pour décider de la vainqueur.
Des bonifications sont attribuées dans cette épreuve. L'arrivée des étapes donne dix, six et quatre secondes de bonifications aux trois premières. L'arrivée de la demi-étape, deuxième secteur a, attribue six, quatre et deux secondes de bonifications aux trois premières. Par ailleurs, durant la course, il existe des sprints intermédiaires dont les trois premiers sont récompensés respectivement de trois secondes, deux secondes et une seconde.

##### Classement par points
Le maillot vert, récompense le classement par points. Celui-ci se calcule selon le classement lors des arrivées d'étape.
Lors d'une arrivée d'étape en ligne, les dix premières se voient accorder des points selon le décompte suivant : 20, 15, 12, 10, 8, 6, 4, 3, 2, 1. Le contre-la-montre et le prologue attribuent les points suivants aux cinq premières : 10, 6, 4, 2 et 1. Les sprints intermédiaires attribuent 5, 3 et 1 points aux trois premières. En cas d'égalité, les coureurs sont prioritairement départagés par le nombre de victoires d'étapes. Si l'égalité persiste, le nombre de victoires à des sprints intermédiaires puis éventuellement la place obtenue au classement général entrent en compte. Pour être classé, un coureur doit avoir terminé la course dans les délais.

##### Classement de la meilleure jeune
Le classement de la meilleure jeune ne concerne qu'une certaine catégorie de coureuses, celles étant âgées de moins de 23 ans. C'est-à-dire aux coureuses nées après le 1er janvier 1994. Ce classement, basé sur le classement général, attribue au premier un maillot blanc. En cas d'égalité, le temps du contre-la-montre détermine le vainqueur.

##### Classement des rushes
Des sprints intermédiaires durant la course attribuent 3, 2 et 1 point aux trois premières. Il attribue un maillot jaune.

##### Prix de la combativité
Le jury des commissaires attribue un prix de la combativité à la fin de l'épreuve à une coureuse.

##### Répartition des maillots
Chaque coureuse en tête d'un classement est porteuse du maillot ou du dossard distinctif correspondant. Cependant, dans le cas où une coureuse dominerait plusieurs classements, celle-ci ne porte qu'un seul maillot distinctif, selon une priorité de classements. Le classement général au temps est le classement prioritaire, suivi du classement par points et du classement de la meilleure jeune. Si ce cas de figure se produit, le maillot correspondant au classement annexe de priorité inférieure n'est pas porté par celui qui domine ce classement mais par son deuxième.

#### Primes
Le prologue et les demi-étapes rapportent:
| Position | 1er   | 2e    | 3e   | 4e   | 5e   | 6e   | 7e   | 8e   | 9e   | 10e  |
| Prix     | 164 € | 113 € | 89 € | 77 € | 64 € | 62 € | 62 € | 62 € | 62 € | 62 € |

En sus, les coureuses placées de la 11e à la 15e place gagnent 35 €.
Les étapes en ligne, permettent de remporter les primes suivantes:
| Position | 1er   | 2e    | 3e    | 4e    | 5e   | 6e   | 7e   | 8e   | 9e   | 10e  |
| Prix     | 276 € | 169 € | 116 € | 106 € | 99 € | 83 € | 73 € | 64 € | 64 € | 64 € |

En sus, les coureuses placées de la 11e à la 15e place gagnent 41 €.
Le classement général final attribue les sommes suivantes :
| Position | 1er   | 2e    | 3e    | 4e    | 5e    | 6e   | 7e   | 8e   | 9e   | 10e  |
| Prix     | 200 € | 175 € | 150 € | 125 € | 100 € | 80 € | 70 € | 50 € | 40 € | 35 € |

La 11e gagne 30 €, la 12e 25 €, la 13e 20 €, la 14e 15 € et la 15e 10 €.

#### Prix
Le classement final par points rapporte 75 € à la vainqueur, le classement de la meilleure jeune  et celui des rushes 50 €.
Le sprint intermédiaire à la sortie du tunnel de l'Escaut occidental lors de la première étape donne 500 €.

### Partenaires
La chaine de télévision locale AVS et Stories sont partenaires du maillot bleu. La loterie nationale belge Lotto parraine le classement par points. Le classement de la meilleure jeune est parrainé par la province de Flandre-Orientale. Le classement des rushes est financé par Doltcini et Peugeot.